# The Dreadful Hours
The Dreadful Hours sedmi je studijski album britanskog doom metal sastava My Dying Bride. Album je 13. studenog 2001. godine objavila diskografska kuća Peaceville Records.

## O albumu
Album sadrži prerađenu inačicu skladbe "The Return of the Beautiful" (preimenovanu u "The Return to the Beautiful") s debitantskog studijskog albuma grupe, As the Flower Withers. Pjevač Aaron Stainthorpe često navodi ovaj i Like Gods of the Sun kao svoj omiljeni album grupe.

## Popis pjesama
| 1.    | »The Dreadful Hours«                       | 9:23  |
| 2.    | »The Raven and the Rose«                   | 8:13  |
| 3.    | »Le figlie della tempesta« ("Kćeri oluje") | 10:08 |
| 4.    | »Black Heart Romance«                      | 5:24  |
| 5.    | »A Cruel Taste of Winter«                  | 7:36  |
| 6.    | »My Hope, the Destroyer«                   | 6:45  |
| 7.    | »The Deepest of All Hearts«                | 8:56  |
| 8.    | »The Return to the Beautiful«              | 14:24 |
| 70:49 |                                            |       |

## Recenzije
William York, glazbeni kritičar sa stranice AllMusic, dodijelio je albumu četiri i pol od pet zvjezdica te je izjavio: "Iako je pomalo posrnuo krajem 90-ih, izgleda da je My Dying Bride, pionir doom/death metala, odličnim [albumom] The Light at the End of the World iz 1999. postao životniji (ili možda smrtniji?), a The Dreadful Hours nadograđuje se na nj. Poput The Lighta, ovo je album ponajviše baziran na zvuku gitare; nema violina kao na njegovim najranijim albumima, niti elektroničkih utjecaja poput onih na 34.788%... Completeu. Usto, klavijature se koriste umjereno (i ukusno -- ostali bi goth metal sastavi mogli naučiti lekciju od ovih momaka). Prve tri skladbe prikazuju raznolikost grupe i snagu skladateljskog umijeća u njihovoj najboljoj inačici, odmičući od tihog gitarističkog uvoda popraćenog zvukom grmljavine na naslovnoj skladbi prema galopirajućim death metal rifovima koji slijede kasnije u istoj pjesmi, tada dolazeći do pogotovo gorkih i otrovnih vokala na "The Raven and the Rose" i tužnih gitarističkih dionica na "Le figlie della tempesta". Ostatak albuma nije baš na istom nivou kao ove uvodne pjesme, ali na cijelom albumu sastav i dalje prikazuje pravi talent za izmjenjivanjem čistih i distorziranih gitarskih prijelaza, korištenjem raznih tempa (iako su rijetko kad posebice brzi), ali i izmjenjivanjem vokalnih stilova (npr. growlanih, pjevanih, recitirajućih i ponekad vrištanih). Ova raznolikost, kao i logični tok ideja od jednog dijela prema drugom, omogućuje skupini da sklada pjesme koje prosječno traju osam ili devet minuta bez da zapinju ili postanu dosadne. Iskren svojstvenoj [glazbi] My Dying Bridea, The Dreadful Hours čini turobno, tmurno iskustvo slušanja, ali imajući to na umu, također je i vrlo dobro konstruiran i inspiriran album, pogotovo uzimajući u obzir koliko je u to vrijeme bila duga karijera sastava."

## Zasluge
| My Dying Bride - Aaron – vokali, ilustracija - Andrew – gitara, produkcija - Hamish – gitara - Adrian – bas-gitara - Shaun – bubnjevi | Dodatni glazbenici - Jonny Maudling – klavijature - Yasmin Ahmed – klavijature (na pjesmi "A Cruel Taste of Winter") Ostalo osoblje - Mags – produkcija, inženjer zvuka |